# Puck (pekdon)
| En puck av nyare modell. |  | En puck av nyare modell. |
| En puck av nyare modell. |  |                          |

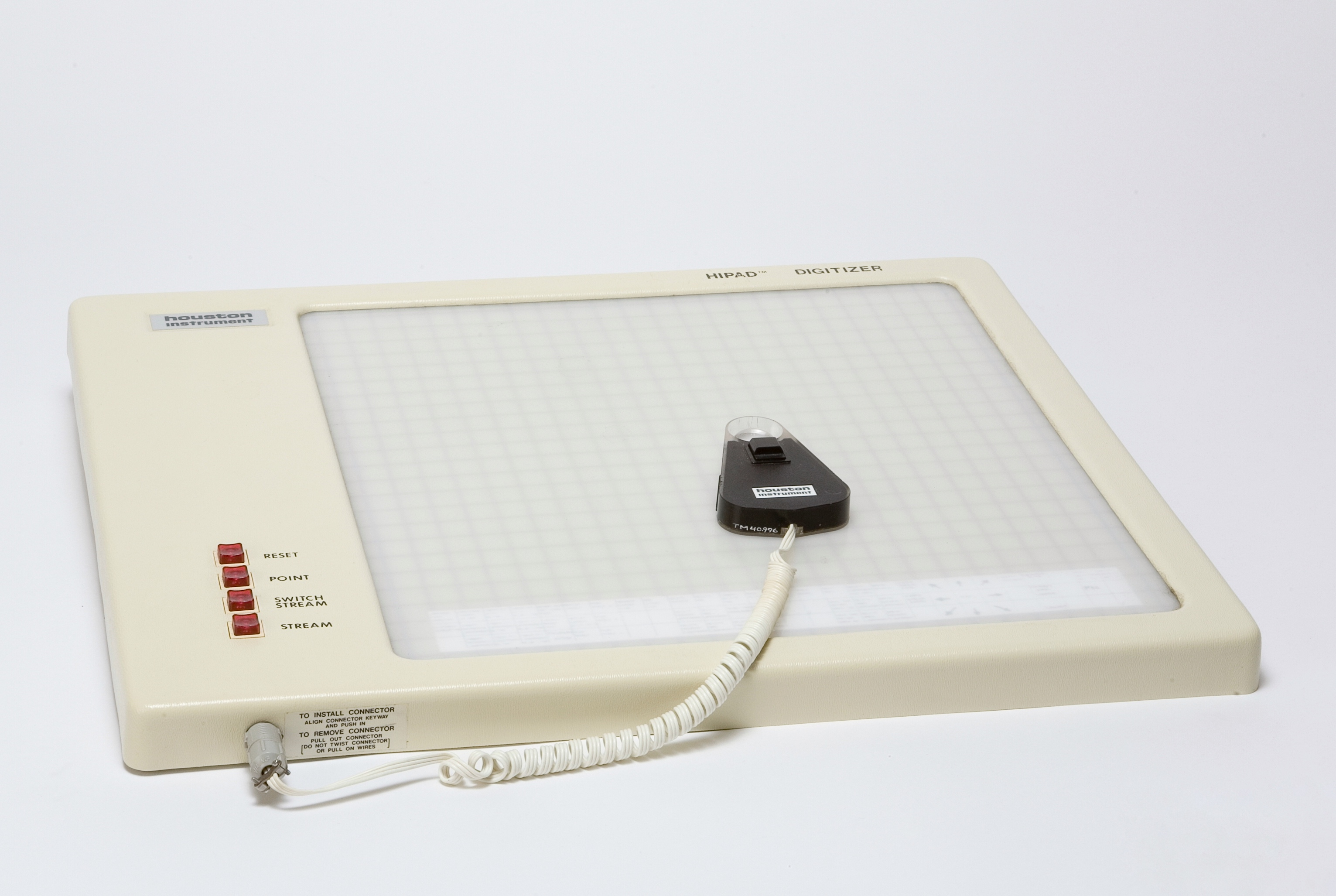
Ett tidigt digitaliseringsbord med puck.

En puck är ett pekdon som används för att förflytta pekaren på en datorskärm (digitalt ritbord). 
En puck fungerar nästan som en datormus, men då musen känner av positionen relativt underlaget känner pucken av positionen absolut mot underlaget.
Den första pucken skapades av den svenska uppfinnaren Håkan Lans.